# Biografielijst Dn

## Dna
- DJ DNA, pseudoniem van Arjen de Vreede, Nederlands muzikant en scratcher